# Нечаев, Сергей Юрьевич (дипломат)
Серге́й Ю́рьевич Неча́ев (род. 2 июня 1953, Москва, РСФСР, СССР) — советский и российский дипломат. Чрезвычайный и полномочный посол Российской Федерации в Федеративной Республике Германии (с 2018 года).

## Биография
Окончил Московский государственный университет имени М. В. Ломоносова по специальности «германистика» (1975) и Дипломатическую академию МИД СССР (1988).
- В 1977—1980 годах — сотрудник посольства СССР в ГДР[1].
- В 1982—1986 годах — третий, второй секретарь Генерального консульства СССР в Эрдэнэте (Монголия)[1].
- В 1986—1988 годах — слушатель Дипломатической академии МИД СССР.
- В 1992—1996 годах — первый секретарь, советник посольства России в ФРГ.
- В 1996—1999 годах — руководитель Отдела Германии Четвёртого Европейского департамента МИД России.
- В 1999—2001 годах — старший советник посольства России в ФРГ.
- В 2001—2003 годах — генеральный консул России в Бонне (ФРГ)[1][2].
- В 2003—2004 годах — заместитель директора Четвёртого Европейского департамента МИД России.
- В 2004—2007 годах — заместитель директора Третьего Европейского департамента МИД России.
- С 1 сентября 2007 по 2010 год — директор Третьего Европейского департамента МИД России.
- С 9 марта 2010 по 10 августа 2015 года — чрезвычайный и полномочный посол Российской Федерации в Австрии[3][4][2]. Верительные грамоты вручены 29 апреля 2010 года.
- С 24 августа 2015 по 2018 год — директор Третьего Европейского департамента МИД России[5][2].
- С 10 января 2018 года — чрезвычайный и полномочный посол Российской Федерации в Германии[6][5][7].

Владеет немецким и английским языками

## Семья
Женат, имеет сына.

## Награды
- Орден Александра Невского (9 июня 2023 года) — за большой вклад в реализацию внешнеполитического курса Российской Федерации и многолетнюю добросовестную дипломатическую службу[9]
- Орден Почёта (11 июля 2018 года) — за большой вклад в реализацию внешнеполитического курса Российской Федерации и многолетнюю добросовестную работу[10]
- Орден Дружбы (16 декабря 2009 года) — за большой вклад в реализацию внешнеполитического курса Российской Федерации, многолетнюю безупречную дипломатическую службу[11]

## Дипломатический ранг
- Чрезвычайный и полномочный посланник 2 класса (4 апреля 2003)[12]
- Чрезвычайный и полномочный посланник 1 класса (31 июля 2008)[13]
- Чрезвычайный и полномочный посол (10 февраля 2012)[14]